# Haifa Wehbe
Haifa Wehbe هيفا وهبي (také Haifaa Wehbe, Haifa Wahbi, Hayfa Wehbeh, Hayfa Wehbi), (10. března 1972, Mahrouna, Libanon) je libanonská zpěvačka a modelka, herečka.

## Biografie
Haifa pochází z jižního Libanonu, ale vyrostla v libanonském hlavním městě Bejrút, kde ji spolu s jejími 3 sestrami a bratrem vychovávala matka, původem Egypťanka, a otec Libanonec. Od mládí se zajímala o hudbu; její začátky ovlivnil velmi jazz a RnB. Mimo to se již ve svých 16 letech stala Miss jižního Libanonu. V roce 1995 se přihlásila do celonárodní soutěže Miss Libanon, kterou i vyhrála, ale později se zjistilo, že je již provdaná a titul jí byl tudíž odebrán. Na skandál se časem zapomnělo a Haifa rozjela velmi slibnou kariéru modelky – roku 2006 ji čtenáři časopisu People vybrali mezi 50 nejkrásnějších lidí světa – a posléze i zpěvačky arabské hudby. [zdroj?]
Haifa má z bývalého manželství jednu dceru Zeináb Zazu, kterou však od rozvodu již nikdy neviděla a nepodílí se ani na její výchově.

## Diskografie
- 2002 Huwa az-Zaman v překladu znamená Už je čas
- 2005 Badi Aish v překladu znamená Chci žít
- 2008 Habibi Ana